# Комлішинський Василь Сергійович
Василь Сергійович Комлишинський (1785, Харків — 1841) — фізик, професор, декан і ректор Імператорського Харківського університету (1836—1837).

## Біографія
Народився в родині обер-офіцера. З 1796 по 1804 рік навчався в Харківському головному училищі. З 1804 по 1808 рр. був студентом Харківського університету, якій закінчив зі ступенем кандидата. З серпня 1809 року викладав курси з початкової математики.
У 1810 році був призначений вчителем математики і фізики в Чернігівську гімназію. В 1811 році Рада Харківського університету запросила його лектором початкових курсів з фізики для студентів та цивільних чиновників. У 1812 році отримав ступінь магістра, а в 1813 році — ступінь доктора фізики. З 1818 р. — екстраординарний професор, а в 1821 присвоєно звання ординарного професора Харківського університету. У різні часи роботи в університеті працював на різних посадах. Був завідувачем фізичної лабораторії, секретарем історичного відділення, секретарем «Общества наук» при Харківському університеті. В 1817 році вийшла його друкована праця «История Харьковского Общества наук». З 1822—1825 рр. та з 1833—1836 рр. — декан відділення фізичних та математичних наук філософського факультету, був також членом Установчого комітету і Філотехнічного товариства. У 1836 році Рада університету оголосила Комлишинського Василя Сергійовича ректором. Він був призначеним на посаду бібліотекаря університетської бібліотеки у 1838 році. По його ініціативі був відкритий кабінет для роботи професорів та студентів. З'явився документальний каталог, що надало можливості проводити систематизацію книг, що перебували у фонді бібліотеки.